# Digital Visual Interface

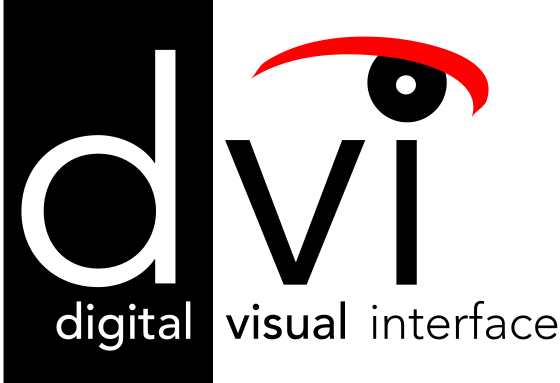
Логотип DVI

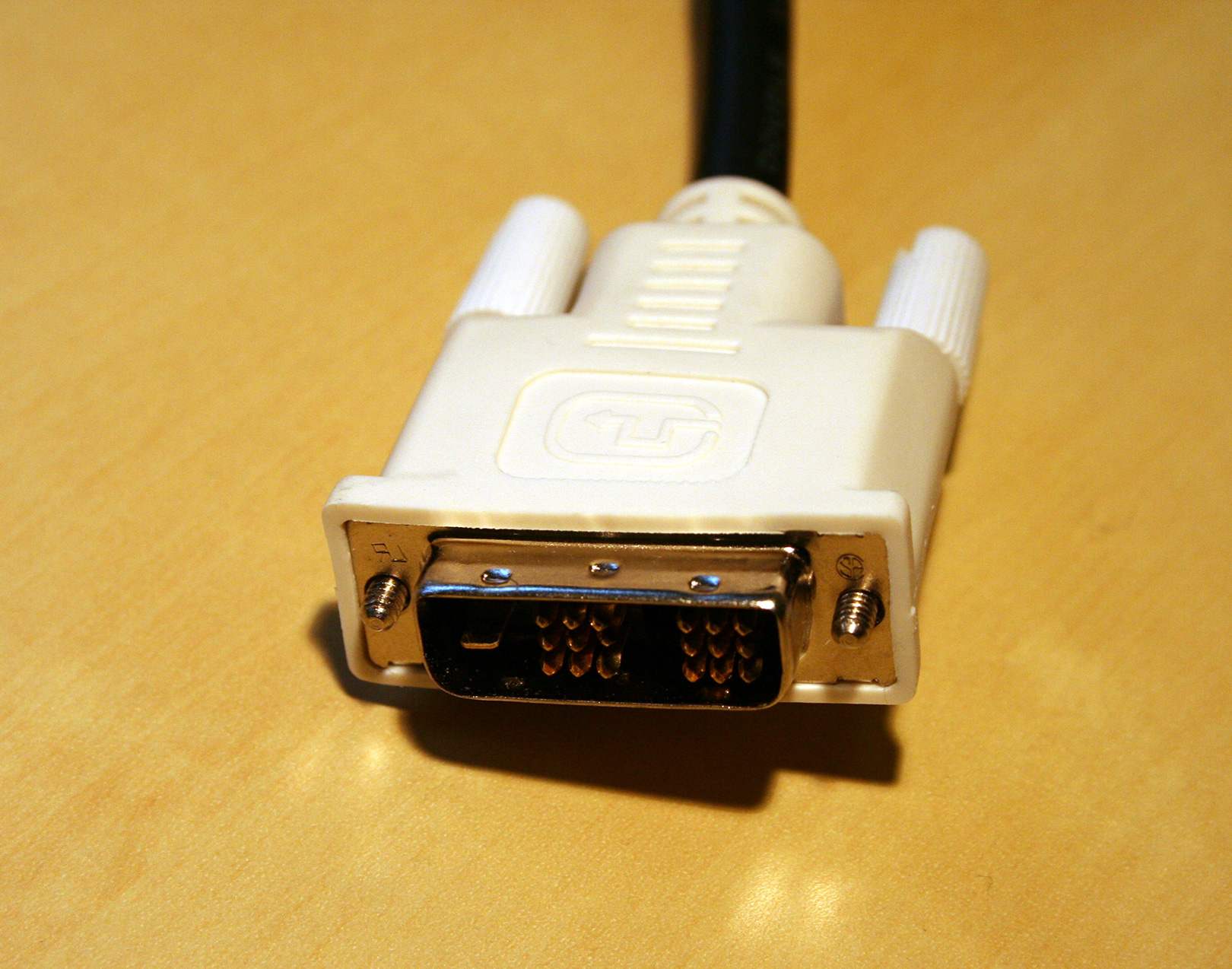
DVI з'єднувач

Digital Visual Interface, скор. DVI (англ. цифровий відеоінтерфейс) — стандарт на інтерфейс і відповідний з'єднувач, призначений для передачі відеозображення на цифрові пристрої відображення, такі як рідкокристалічні дисплеї, телевізори та проектори. Розроблено консорціумом Digital Display Working Group.
До складу цієї організації увійшли такі компанії як Intel, Fujitsu, Compaq, Hewlett Packard, NEC, IBM і Silicon Image. Результатом роботи даної організації стала специфікація Digital Visual Interface Revision 1.0, яка вийшла у світ в 1999 році.
Наступником стандарту DVI став стандарт HDMI, сумісний з DVI за електричними характеристиками та кодуваннюм сигналів, але з можливістю передавати також і цифровий звук.

## Формат даних, довжина кабелю
Формат даних, використовуваний у DVI, заснований на PanelLink — форматі послідовної передачі даних, розробленому фірмою Silicon Image. Використовує технологію високошвидкісної передачі цифрових потоків TMDS (англ. Transition Minimized Differential Signaling, диференціальна передача сигналів з мінімізацією перепадів рівнів) — три канали, що передають потоки відео і додаткових даних, з пропускною здатністю до 3,4 Гбіт/с на канал.
Максимальна довжина кабелю не вказана в специфікації DVI, тому що вона залежить від кількості переданої інформації. Кабель довжиною 10,5 метра можна використовувати для передачі зображення з роздільною здатністю до 1920 x 1200 пікселів. По кабелю довжиною 15 метрів вийде передати в нормальній якості зображення з роздільною здатністю 1280 x 1024 пікселів. Для посилення сигналу при передачі по кабелю великої довжини застосовуються спеціальні пристрої. При їх використанні довжина кабелю може бути збільшена до 61 метра (у разі використання підсилювача з власним джерелом живлення).

## Режими
Single link (одинарний режим) DVI використовує чотири кручених пари проводів (червоний, зелений, синій, і clock), що забезпечують можливість передавати 24 біта на піксель. З ним може бути досягнуте максимальна можлива роздільна здатність 1920x1200 (60 Гц) або 1920x1080 (75 Гц).
Приклади режимів single link:
- HDTV (1920 × 1080), частота 60 Гц з 5 % LCD blanking (131 МГц)
- WUXGA (1920 × 1200), частота 60 Гц (154 МГц)
- UXGA (1600 × 1200), частота 60 Гц з GTF blanking (161 МГц)
- SXGA (1280 × 1024), частота 85 Гц з GTF blanking (159 МГц)
- WXGA+ (1440 × 900), частота 60 Гц (157 МГц)
- WQUXGA (3,840 × 2,400), частота 17 Гц (164 МГц)

Dual link (подвійний режим) DVI подвоює пропускну здатність і дозволяє отримувати розширення екрану 2560x1600 і 2048x1536. Тому для найбільших РК моніторів з великою роздільною здатністю, таких, як 30" моделі, обов'язково потрібна відеокарта з двоканальним DVI-D Dual-Link виходом. Якщо у монітора роздільна здатність екрану 1280x1024, то підключати його кабелем dual link не має сенсу, так як даний кабель призначений для моніторів з великою роздільною здатністю.
Приклади режимів dual link:
- QXGA (2048 × 1536), частота 75 Гц з GTF blanking (2 × 170 МГц)
- HDTV (1920 × 1080), частота 85 Гц з GTF blanking (2 × 126 МГц)
- WQXGA (2560 × 1600), частота 60 Гц (на 30-дюймовому РК-дисплеї)
- WUXGA (1920 × 1200), частота 120 Гц з CVT-RB blanking (2x154 МГц)
- WQUXGA (3,840 × 2,400), частота 33 Гц з GTF blanking (2x159 МГц)

«5% LCD blanking» означає, що 5 % пропускної спроможності йде на інтервали гасіння після кожного рядка і кожного кадру. GTF (англ. Generalized Timing Formula) — стандарт VESA.

## Види DVI

З'єднувачі DVI (вигляд штекерів)

- DVI-A — тільки аналогова передача.
- DVI-I — аналогова і цифрова передача, цифрова може працювати в подвійному режимі.
- DVI-D — тільки цифрова передача, одинарний або подвійний режим.
  - Мінімальна тактова частота: 21,96 МГц
  - Максимальна тактова частота в одинарному режимі: 165 МГц

Відеокарти з DVI-A не підтримують монітори відповідні стандарту DVI-D.
Відеокарту з DVI-I можна підключити до DVI-D-монітора (кабелем з двома коннекторами DVI-D-вилка).

### З'єднувач
| 1  | 2  | 3  | 4  | 5  | 6  | 7  | 8  |    | C1 | C2 |
| 9  | 10 | 11 | 12 | 13 | 14 | 15 | 16 | C5 | C5 |    |
| 17 | 18 | 19 | 20 | 21 | 22 | 23 | 24 | C3 | C4 |    |

| Контакт | Назва                       | Призначення                                          |
| ------- | --------------------------- | ---------------------------------------------------- |
| 1       | Дані TMDS 2-                | Цифровий червоний –, 1-й канал                       |
| 2       | Дані TMDS 2+                | Цифровий червоний +, 1-й канал                       |
| 3       | Дані TMDS 2/4 shield        |                                                      |
| 4       | Дані TMDS 4−                | Цифровий зелений –, 2-й канал                        |
| 5       | Дані TMDS 4+                | Цифровий зелений +, 2-й канал                        |
| 6       | Строб DDC                   |                                                      |
| 7       | Дані DDC                    |                                                      |
| 8       | Аналогова кадрова розгортка |                                                      |
| 9       | Дані TMDS 1−                | Цифровий зелений –, 1-й канал                        |
| 10      | Дані TMDS 1+                | Цифровий зелений + 1-й канал                         |
| 11      | Дані TMDS 1/3 shield        |                                                      |
| 12      | Дані TMDS 3−                | Цифровий синій –, 2-й канал                          |
| 13      | Дані TMDS 3+                | Цифровий синій +, 2-й канал                          |
| 14      | +5 В                        | Живлення для монітора у сплячому режимі              |
| 15      | Заземлення                  | Земля для контактів 14, 8 і C4                       |
| 16      | Визначення підключення      |                                                      |
| 17      | Дані TMDS 0−                | Цифровий синій –, 1-й канал, і цифрова синхронізація |
| 18      | Дані TMDS 0+                | Цифровий синій +, 1-й канал, і цифрова синхронізація |
| 19      | Дані TMDS 0/5 shield        |                                                      |
| 20      | Дані TMDS 5−                | Цифровий червоний –, 2-й канал                       |
| 21      | Дані TMDS 5+                | Цифровий червоний +, 2-й канал                       |
| 22      | Екранування стробу TMDS     |                                                      |
| 23      | Строб TMDS +                | Цифровий годинник +, обидва канали                   |
| 24      | Строб TMDS −                | Цифровий годинник –, обидва канали                   |
| C1      | аналоговий червоний сигнал  |                                                      |
| C2      | Аналоговий зелений сигнал   |                                                      |
| C3      | Аналоговий синій сигнал     |                                                      |
| C4      | Аналогова рядкова розгортка |                                                      |
| C5      | Аналогове заземлення        | Земля для аналогових червоного, зеленого і синього   |